# Sándwich de milanesa
El sándwich de milanesa es un plato típico en la gastronomía argentina. Se compone de dos rebanadas de pan entre las cuales se coloca una milanesa, lechuga, tomate y ocasionalmente cebolla; lleva como aderezo distintas salsas como mayonesa, mostaza o kétchup. Coloquialmente se lo denomina también sánguche de milanesa, familiar de milanesa o milanesa al pan.

## Tucumán
En la provincia de Tucumán se destaca una variedad propia de este sándwich, ya que se consume generalmente caliente. En su preparación se utiliza un pan especial (conocido como "sanguchero"; mezcla entre el pebete y el pan francés) el cual es tostado ligeramente instantes antes de la preparación del sándwich, dándole así una consistencia algo crocante. La milanesa (frita, no horneada) se acompaña de tomate cortado finamente, lechuga picada (usualmente de variedad repollada) y cebolla salteada o cruda; además se le agrega picante de ají, o chimichurri. Este sándwich (vulgarmente llamado "milanga") se vende en sandwicherías (sangucherías es la manera popular de llamarlas), puestos de comida rápida de gestión familiar.
En el año 2013 se inauguró en la ciudad de San Miguel de Tucumán el "monumento al 'sánguche' de milanesa"; una escultura creada por el artista tucumano Sandro Pereira. La obra, vandalizada, fue destruida con autorización de su autor, en 2020. Tucumán es también sede de la "Expo Milanga", que se realiza el 18 de marzo en homenaje a José “Chacho” Leguizamón, fallecido en esa fecha, quien fuera dueño de una de las sandwicherías más tradicionales de la ciudad.

## Uruguay
En Uruguay se la conoce como milanesa al pan o simplemente refuerzo de milanesa. Una variante muy difundida en los bares es la milanesa en dos panes.
Consiste en los mismos ingredientes que una milanesa al pan común pero más abundantes y la milanesa más grande. Por esto que para sujetarla se utilizan dos panes tipo catalán o brioche. Para facilitar su manejo este refuerzo suele cortarse por la mitad al momento de servir.